# Abuta solimoesensis
Abuta solimoesensis är en tvåhjärtbladig växtart som beskrevs av Krukoff och Barneby. Abuta solimoesensis ingår i släktet Abuta och familjen Menispermaceae. Inga underarter finns listade i Catalogue of Life.